# Fàbrica de cuina

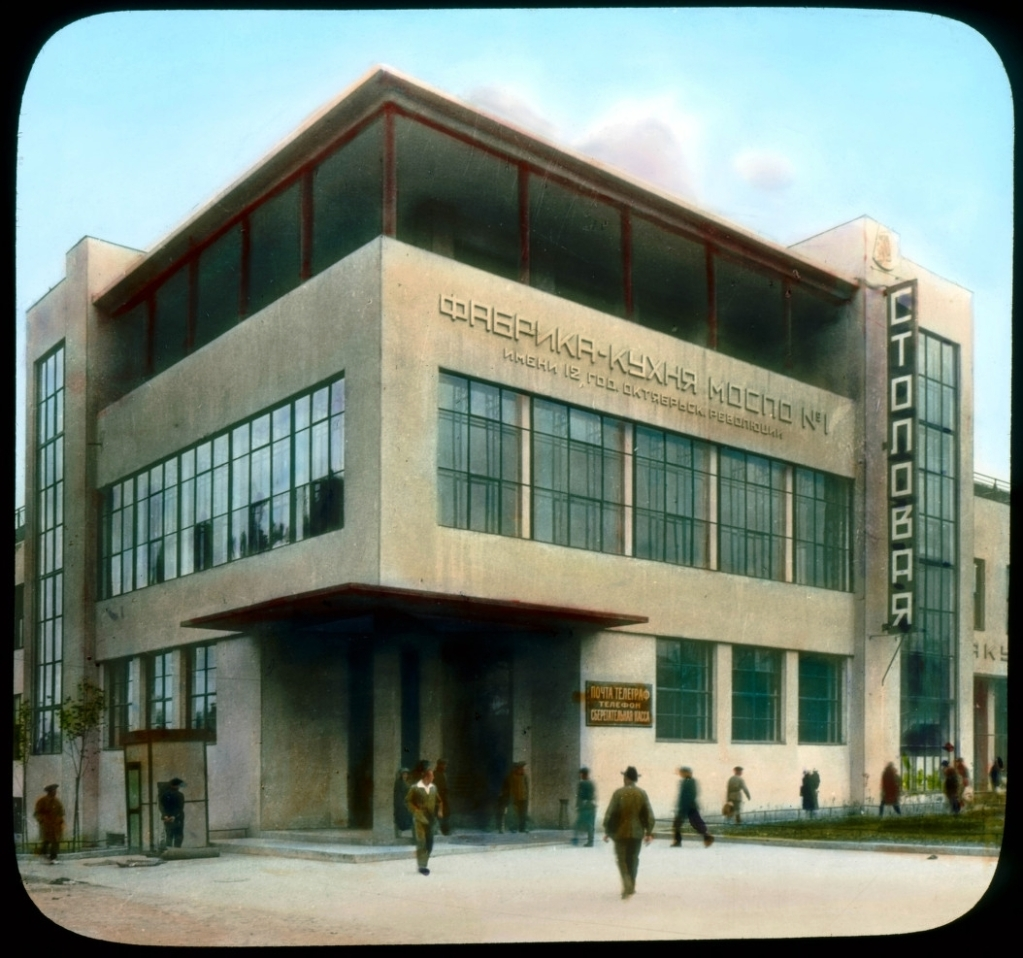
Fàbrica de cuina núm. 1, Moscou (1931)

Una fàbrica de cuina o indústria de cuina (rus: Фабрика-кухня) va ser una gran empresa mecanitzada de serveis de menjar a la Unió Soviètica, originada en els anys 1920-1930. El seu objectiu principal era la preparació centralitzada dels aliments (tant de prefabricació com de processament complet) subministrats per a menjadors comunitaris o per a la compra personal. Les fàbriques de cuina eren característiques de la seva arquitectura única. De vegades, el terme es tradueix inadequadament com a cuina comunitària, sent aquesta última una cuina en un apartament comunitari soviètic.
La idea de la preparació centralitzada dels aliments formava part de la idea de l'emancipació de les dones del treball domèstic a la primera Unió Soviètica i per aprofitar millor la força de treball de les dones. Juntament amb les comunes de cases, les fàbriques de cuina havien de desfer-se del "jou de l'economia domèstica". Les consignes del dia eren "Fora olles i paelles!" i "El cassó és un enemic de la cèl·lula del partit".
Diversos escriptors soviètics van descriure que "una sola persona podia preparar-hi de cinquanta a cent sopars al dia". El llibre infantil Un cuiner per a tota una ciutat descrivia detalladament l'eficiència en què funcionaria la fàbrica de cuina.